# 권오곤

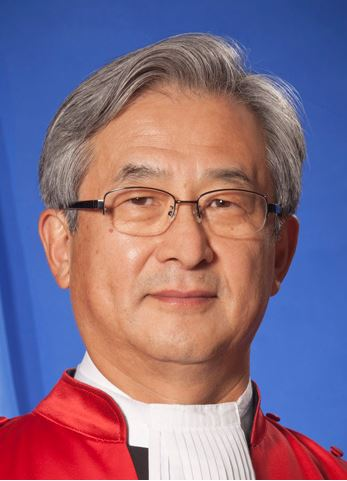

권오곤(權五坤, 1953년 9월 2일 충청북도 청주시 ~ )은 대한민국 최초의 유엔 산하 국제 기구 소속 재판관이다. 대한민국 판사로 근무하던 중 2001년 유엔 안전 보장 이사회에서 구유고슬라비아 국제형사재판소(ICTY) 재판관으로 선출되었다. 약 15년간 슬로보단 밀로셰비치(전 유고 대통령), 포포비치, 카라지치(스릅스카공화국 대통령) 피고인들의 사건을 재판하는 한편 구유고슬라비아 국제형사재판소의 부소장을 역임하였다.
권오곤 재판관은 2017년 12월 4일 미국 뉴욕에서 열린 제16차 ICC 당사국총회에서 3년 임기의 차기 국제형사재판소(ICC) 당사국총회 의장으로 공식 선출되어 14일부터 현재까지 의장으로 활동하고 있다. ICC 당사국총회는 재판관 및 소추관 선출, 재판소 운영 감독, 예산 결정, 로마규정(1998년 120개국이 채택한 ICC 설립 근거 조약) 및 소송규칙 개정 등 권한을 보유한 최고의사결정기구다.
권오곤 재판관은 경기고를 졸업(1972)하고, 서울대학교 법과대학을 수석으로 졸업하였으며(1976년), 제19회 사법시험을 수석으로 합격하였고(1977년), 사법연수원(9기)을 수석으로 수료(1979)하였다. 이후 서울대학교 법과대학원에서 석사학위를(1983), 하버드 로스쿨에서 법학석사학위(L.L.M.)를 취득(1985)하였다. 1979년 판사로 임용된 후 서울민사지방법원을 시작으로 청와대, 서울형사지방법원, 법원행정처(기획담당관), 대법원(재판연구관), 헌법재판소(연구부장), 서울지방법원(부장판사) 등 요직에서 근무하였고 1999년 고등법원 부장판사(차관급)으로 승진하여 2001년 ICTY 재판관으로 선출되기 전까지 대구고등법원에서 근무하였다. 요직을 두루 거친 엘리트 판사이고 국제통으로 불릴 정도로 국제감각이 뛰어날 뿐만 아니라 인화력과 친화력이 뛰어나 법조계 안팎에서 신망이 두텁다.
권 판사는 네덜란드 헤이그를 다녀온 후배 판사의 이야기를 듣고 이준 열사가 만국평화회의에 들어가지 못하고 돌아가셨는데, 만국평화회의를 기념하기 위해 세워진 평화궁전에 한국인이 없다는 사실에 아쉬움을 느껴 유엔재판관인 ICTY 재판관 선거에 도전하였고, 2001년 유엔총회에서 ICTY 재판관으로 선출됨으로써 한국 최초의 유엔국제재판관이 되었다.  ICTY는 1990년대 구 유고슬라비아 내전 중 발생한 반인도범죄, 전쟁범죄 등을 재판하기 위해 유엔안보리가 네덜란드 헤이그에 설립한 국제재판소로서, 제2차세계대전 직후 설립된 뉘른베르그 재판소와 동경 재판소 이후 최초로 설립된 국제형사재판소이다.
권 재판관은 재판관으로 선출된 직후부터 구 유고연방공화국의 대통령이었던 밀로셰비치를 재판하였으며, 2008년 ICTY 부소장으로 선출되었고 2009년에는 2년 임기의 부소장으로 재선출되었다. 권재판관은 2007년부터 옥스포드 대학의 국제형사법 잡지 (Journal of International Criminal Justice)의 편집위원회 위원으로 활동하고 있고, 2010년부터 2011년까지는 국제형사재판소 (International Criminal Court, ICC)의 재판관 선거와 관련하여 재판관 후보의 자격을 검증하기 위하여 ICC 관련 NGO들의 연합체에서 창설한 독립 위원회 (Independent Panel on ICC Judicial Elections) 위원으로 활동하기도 하였다.
권 재판관은 이후 7천명 이상을 살해한 유고전범의 핵심 인물인 세르비아계 군인 포포비치 등 7인의 피고인들에 대한 재판을 맡아 2010년 무기징역을 비롯한 판결을 선고하였다. 2008년 보스니아 내전의 가장 핵심 인물인 라도반 카라지치가 체포되어 2009년 그를 재판하는 재판부가 구성되자, 권 재판관은 그 재판부의 재판장으로 선임되었다. 카라지치는 보스니아내전 중 세르비아계들이 세운 스릅스카공화국의 초대 대통령이자, 보스니아 내전에서 벌어진 인종청소 등 범죄의 종국적 책임자로 일컬어지던 인물이다. 카라지치에 대해 권 재판관을 비롯한 재판부는 징역 40년의 형을 선고하였다. 카라지치에 대한 판결문은 600여명 증인들의 증언과 30만 페이지에 달하는 소송기록을 토대로 한 2,700 페이지의 초대형 판결이다. 본 판결은 제2차세계대전 이후 가장 참혹한 전쟁들 중 하나로 꼽히는 보스니아 내전의 전모와 책임을 엄격한 증거에 기반해서 밝혀냈다는 점에서 법률적으로뿐만 아니라 역사적으로도 의의가 있다. 특히 무엇보다도 집단살해죄, 공동범죄집단 (joint criminal enterprise) 및 상급자책임 (superior responsibility) 등 뉘른베르그 판결 이후 이론적으로 현격하게 발전하여 온 국제형사법 법리의 정수들을 실제 판결에 유감없이 적용하였다는 점에서 국제법상 기념비적 의의가 있으며, 뉘른베르그 판결 이래 국제형사법 사상 가장 중요한 판결로 꼽힌다.
15년의 ICTY 재판관 생활을 마치고 귀국한 이후로는 김앤장 법률사무소의 초대 국제법연구소 소장을 맡아 투자자-국가 간 소송(ISD) 등 국제소송사례 연구나 국제사건의 법률자문 등을 맡고 있으며, 판사, 검사, 변호사, 법학 교수 등을 아우르는 우리나라 최대・유일의 법률가단체 한국법학원의 제15대 및 제16대 원장으로 취임하여 활동 중이다. ICTY 부소장으로 재임 중이던 2009년에는 김용담 전 대법관의 후임 후보자 4명 중 1명으로 추천되기도 했고, 2008년 국민훈장모란장, 2009년 올해의 법조인상, 2011년 영산법률문화상, 2013년 한국법률문화상을 받았다.